# Liga A 2022-2023 (pallavolo maschile)
La Liga A 2022-2023, 79ª edizione della massima serie del campionato belga di pallavolo maschile, si è svolta dal 15 ottobre 2022 al 6 maggio 2023: al torneo hanno partecipato nove squadre di club belghe e la vittoria finale è andata per la quattordicesima volta, la terza consecutiva, al Roeselare.

## Regolamento

### Formula
Le squadre hanno disputato un girone all'italiana, con gare di andata e ritorno, per un totale di diciotto giornate; al termine della regular season:
- Le squadre classificate ai primi sei posti hanno acceduto alla pool scudetto, dove hanno dato vita a un ulteriore girone all'italiana, con gare di andata e ritorno, per un totale di dieci giornate, dal quale le prime due classificate hanno acceduto alla finale scudetto, giocata al meglio delle cinque gare; le squadre qualificate hanno ricevuto un punteggio bonus: 5 punti alla prima classificata, 4 punti alla seconda classificata, 3 punto alla terza classificata, 2 punti alla quarta classificata ed 1 punto alla quinta classificata;
- Le ultime tre squadre classificate hanno acceduto alla pool challenge, dove hanno disputato un girone all'italiana, con gare di andata e ritorno, per un totale di sei giornate; le squadre qualificate hanno ricevuto un punteggio bonus: 2 punti alla settima classificata ed 1 punto all'ottava classificata;
- Le ultime due squadre classificate nella pool scudetto e le prime due classificate nella pool challenge hanno acceduto ai play-off 5º posto, strutturati con semifinali e finale 5º posto, in gara unica[2].

### Criteri di classifica
Se il risultato finale è stato di 3-0 o 3-1 sono stati assegnati 3 punti alla squadra vincente e 0 a quella sconfitta, se il risultato finale è stato di 3-2 sono stati assegnati 2 punti alla squadra vincente e 1 a quella sconfitta.
L'ordine del posizionamento in classifica è stato definito in base a:
- Punti;
- Numero di partite vinte;
- Ratio dei set vinti/persi;
- Risultati degli scontri diretti[3].

## Squadre partecipanti
| Club            | Stagione | Città              | Impianto                  | Stagione precedente |
| --------------- | -------- | ------------------ | ------------------------- | ------------------- |
| Aalst           | dettagli | Aalst              | Sportcentrum Schotte      | 4ª in Liga A        |
| Avoc Achel      | dettagli | Hamont-Achel       | Sporthal De Koekoek       | 6ª in Liga A        |
| Axis Guibertin  | dettagli | Mont-Saint-Guibert | Centre Sportif Moisse     | 1ª in Nationale 1   |
| Haasrode Leuven | dettagli | Lovanio            | Sporthal Haasrode         | 7ª in Liga A        |
| Maaseik         | dettagli | Maaseik            | Steengoed Arena           | 3ª in Liga A        |
| Menen           | dettagli | Menen              | Cultuurcentrum De Steiger | 2ª in Liga A        |
| Roeselare       | dettagli | Roeselare          | Tomabelhal                | Campione del Belgio |
| VDK Gent        | dettagli | Gand               | Edugo Topsporthal         | 5ª in Liga A        |
| Waremme         | dettagli | Waremme            | Pôle ballons              | 8ª in Liga A        |

## Torneo

### Regular Season

#### Risultati
| Prima giornata |                              |         |                                  |
|                |                              |         |                                  |
| Riposa:        | Waremme                      | Waremme | Waremme                          |
| 15-10          | Haasrode Leuven - Avoc Achel | 3-0     | 25-17, 25-23, 25-19              |
| 15-10          | Maaseik - VDK Gent           | 3-2     | 25-18, 23-25, 25-19, 16-25, 15-8 |
| 16-10          | Axis Guibertin - Roeselare   | 2-3     | 13-25, 25-18, 25-23, 17-25, 8-15 |
| 15-10          | Aalst - Menen                | 3-0     | 25-22, 25-16, 28-26              |

| Seconda giornata |                             |       |                     |
|                  |                             |       |                     |
| Riposa:          | Aalst                       | Aalst | Aalst               |
| 22-10            | Avoc Achel - Maaseik        | 0-3   | 15-25, 16-25, 19-25 |
| 22-10            | VDK Gent - Waremme          | 3-0   | 25-19, 25-18, 25-17 |
| 22-10            | Roeselare - Haasrode Leuven | 3-0   | 25-22, 25-17, 25-16 |
| 22-10            | Menen - Axis Guibertin      | 0-3   | 19-25, 23-25, 15-25 |

| Terza giornata |                            |            |                            |
|                |                            |            |                            |
| Riposa:        | Avoc Achel                 | Avoc Achel | Avoc Achel                 |
| 26-10          | Haasrode Leuven - VDK Gent | 0-3        | 20-25, 23-25, 17-25        |
| 26-10          | Maaseik - Aalst            | 3-1        | 25-19, 23-25, 25-19, 27-25 |
| 26-10          | Menen - Roeselare          | 0-3        | 23-25, 18-25, 19-25        |
| 26-10          | Waremme - Axis Guibertin   | 3-1        | 25-22, 25-20, 19-25, 28-26 |

| Quarta giornata |                         |                |                            |
|                 |                         |                |                            |
| Riposa:         | Axis Guibertin          | Axis Guibertin | Axis Guibertin             |
| 02-11           | Roeselare - Maaseik     | 3-1            | 25-20, 22-25, 25-22, 25-12 |
| 02-11           | VDK Gent - Avoc Achel   | 3-0            | 25-21, 25-21, 25-18        |
| 11-02           | Aalst - Haasrode Leuven | 1-3            | 25-19, 21-25, 20-25, 19-25 |
| 02-11           | Waremme - Menen         | 3-1            | 15-25, 26-24, 25-19, 25-19 |

| Quinta giornata |                                  |           |                                  |
|                 |                                  |           |                                  |
| Riposa:         | Roeselare                        | Roeselare | Roeselare                        |
| 12-11           | Avoc Achel - Menen               | 0-3       | 16-25, 14-25, 22-25              |
| 12-11           | Aalst - VDK Gent                 | 1-3       | 20-25, 26-24, 19-25, 20-25       |
| 12-11           | Maaseik - Waremme                | 3-2       | 23-25, 25-13, 25-16, 23-25, 15-9 |
| 13-11           | Axis Guibertin - Haasrode Leuven | 0-3       | 18-25, 21-25, 24-26              |

| Sesta giornata |                           |       |                                   |
|                |                           |       |                                   |
| Riposa:        | Menen                     | Menen | Menen                             |
| 19-11          | VDK Gent - Axis Guibertin | 3-2   | 25-17, 25-21, 21-25, 23-25, 16-14 |
| 19-11          | Avoc Achel - Aalst        | 2-3   | 25-23, 23-25, 25-18, 23-25, 13-15 |
| 19-11          | Roeselare - Waremme       | 3-0   | 25-18, 25-13, 25-14               |
| 19-11          | Haasrode Leuven - Maaseik | 3-2   | 19-25, 16-25, 25-16, 25-18, 15-10 |

| Settima giornata |                           |         |                            |
|                  |                           |         |                            |
| Riposa:          | Maaseik                   | Maaseik | Maaseik                    |
| 26-11            | Menen - VDK Gent          | 3-0     | 25-23, 25-22, 25-23        |
| 26-11            | Roeselare - Avoc Achel    | 3-0     | 25-18, 25-16, 25-18        |
| 27-11            | Axis Guibertin - Aalst    | 3-1     | 25-22, 17-25, 25-17, 27-25 |
| 27-11            | Waremme - Haasrode Leuven | 0-3     | 26-28, 17-25, 27-29        |

| Ottava giornata |                             |                 |                            |
|                 |                             |                 |                            |
| Riposa:         | Haasrode Leuven             | Haasrode Leuven | Haasrode Leuven            |
| 07-12           | Aalst - Waremme             | 3-0             | 25-23, 25-17, 25-10        |
| 07-12           | VDK Gent - Roeselare        | 0-3             | 23-25, 20-25, 16-25        |
| 07-12           | Avoc Achel - Axis Guibertin | 3-1             | 25-16, 26-24, 20-25, 25-16 |
| 07-12           | Menen - Maaseik             | 1-3             | 20-25, 26-28, 25-18, 21-25 |

| Nona giornata |                          |          |                                  |
|               |                          |          |                                  |
| Riposa:       | VDK Gent                 | VDK Gent | VDK Gent                         |
| 10-12         | Roeselare - Aalst        | 3-0      | 25-22, 25-18, 25-22              |
| 10-12         | Maaseik - Axis Guibertin | 3-0      | 25-19, 25-21, 25-21              |
| 10-12         | Haasrode Leuven - Menen  | 2-3      | 25-20, 22-25, 25-20, 20-25, 9-15 |
| 11-12         | Waremme - Avoc Achel     | 0-3      | 22-25, 23-25, 16-25              |

| Decima giornata |                           |         |                            |
|                 |                           |         |                            |
| Riposa:         | Maaseik                   | Maaseik | Maaseik                    |
| 21-12           | VDK Gent - Menen          | 0-3     | 22-25, 18-25, 23-25        |
| 21-12           | Haasrode Leuven - Waremme | 3-1     | 18-25, 25-13, 25-17, 25-18 |
| 21-12           | Avoc Achel - Roeselare    | 0-3     | 20-25, 21-25, 18-25        |
| 21-12           | Aalst - Axis Guibertin    | 3-1     | 25-14, 20-25, 25-12, 25-22 |

| Undicesima giornata |                             |       |                            |
|                     |                             |       |                            |
| Riposa:             | Aalst                       | Aalst | Aalst                      |
| 07-01               | Maaseik - Avoc Achel        | 3-0   | 25-23, 25-19, 25-15        |
| 07-01               | Haasrode Leuven - Roeselare | 1-3   | 20-25, 28-30, 27-25, 15-25 |
| 08-01               | Waremme - VDK Gent          | 0-3   | 24-26, 22-25, 21-25        |
| 08-01               | Axis Guibertin - Menen      | 1-3   | 19-25, 26-28, 25-17, 23-25 |

| Dodicesima giornata |                              |         |                                   |
|                     |                              |         |                                   |
| Riposa:             | Waremme                      | Waremme | Waremme                           |
| 14-01               | Menen - Aalst                | 2-3     | 25-18, 24-26, 22-25, 25-22, 16-18 |
| 14-01               | VDK Gent - Maaseik           | 0-3     | 19-25, 12-25, 24-26               |
| 14-01               | Avoc Achel - Haasrode Leuven | 3-2     | 25-21, 27-25, 19-25, 14-25, 15-11 |
| 14-01               | Roeselare - Axis Guibertin   | 3-0     | 25-21, 25-14, 25-18               |

| Tredicesima giornata |                          |          |                            |
|                      |                          |          |                            |
| Riposa:              | VDK Gent                 | VDK Gent | VDK Gent                   |
| 21-01                | Avoc Achel - Waremme     | 1-3      | 24-26, 25-16, 22-25, 23-25 |
| 21-01                | Aalst - Roeselare        | 0-3      | 17-25, 21-25, 17-25        |
| 21-01                | Menen - Haasrode Leuven  | 3-1      | 21-25, 25-22, 25-19, 25-19 |
| 22-01                | Axis Guibertin - Maaseik | 1-3      | 17-25, 17-25, 25-14, 21-25 |

| Quattordicesima giornata |                             |                 |                            |
|                          |                             |                 |                            |
| Riposa:                  | Haasrode Leuven             | Haasrode Leuven | Haasrode Leuven            |
| 28-01                    | Roeselare - VDK Gent        | 3-1             | 25-16, 22-25, 25-17, 25-22 |
| 28-01                    | Maaseik - Menen             | 3-1             | 25-18, 28-26, 20-25, 25-19 |
| 29-01                    | Waremme - Aalst             | 1-3             | 23-25, 17-25, 35-33, 24-26 |
| 29-01                    | Axis Guibertin - Avoc Achel | 3-1             | 27-25, 25-21, 18-25, 25-21 |

| Quindicesima giornata |                            |            |                                  |
|                       |                            |            |                                  |
| Riposa:               | Avoc Achel                 | Avoc Achel | Avoc Achel                       |
| 01-02                 | Aalst - Maaseik            | 0-3        | 20-25, 14-25, 20-25              |
| 01-02                 | VDK Gent - Haasrode Leuven | 2-3        | 27-25, 25-20, 23-25, 27-29, 9-15 |
| 01-02                 | Roeselare - Menen          | 3-2        | 24-26, 25-20, 25-19, 21-25, 15-9 |
| 01-02                 | Axis Guibertin - Waremme   | 3-0        | 25-23, 26-24, 26-24              |

| Sedicesima giornata |                                  |           |                                   |
|                     |                                  |           |                                   |
| Riposa:             | Roeselare                        | Roeselare | Roeselare                         |
| 05-02               | VDK Gent - Aalst                 | 3-2       | 25-23, 24-26, 22-25, 25-23, 15-12 |
| 04-02               | Menen - Avoc Achel               | 3-1       | 25-17, 25-18, 20-25, 28-26        |
| 04-02               | Haasrode Leuven - Axis Guibertin | 3-1       | 22-25, 25-20, 25-21, 25-20        |
| 03-02               | Waremme - Maaseik                | 0-3       | 19-25, 24-26, 13-25               |

| Diciassettesima giornata |                         |                |                                   |
|                          |                         |                |                                   |
| Riposa:                  | Axis Guibertin          | Axis Guibertin | Axis Guibertin                    |
| 11-02                    | Menen - Waremme         | 3-1            | 16-25, 25-20, 27-25, 25-21        |
| 11-02                    | Maaseik - Roeselare     | 0-3            | 22-25, 17-25, 19-25               |
| 01-11                    | Haasrode Leuven - Aalst | 3-2            | 25-23, 25-21, 19-25, 18-25, 15-9  |
| 11-02                    | Avoc Achel - VDK Gent   | 3-2            | 25-22, 20-25, 25-23, 17-25, 18-16 |

| Diciottesima giornata |                           |       |                                   |
|                       |                           |       |                                   |
| Riposa:               | Menen                     | Menen | Menen                             |
| 18-02                 | Aalst - Avoc Achel        | 1-3   | 24-26, 16-25, 25-19, 24-26        |
| 18-02                 | Maaseik - Haasrode Leuven | 3-1   | 23-25, 25-20, 25-19, 25-18        |
| 19-02                 | Waremme - Roeselare       | 0-3   | 19-25, 20-25, 14-25               |
| 19-02                 | Axis Guibertin - VDK Gent | 3-2   | 20-25, 21-25, 25-21, 27-25, 15-12 |

#### Classifica
| Pos. | Squadra         | Pt | G  | V  | P  | SV | SP | Ratio | PF    | PS    | Ratio |
| ---- | --------------- | -- | -- | -- | -- | -- | -- | ----- | ----- | ----- | ----- |
| 1.   | Roeselare       | 46 | 16 | 16 | 0  | 48 | 7  | 6,857 | 1 340 | 1 047 | 1,280 |
| 2.   | Maaseik         | 38 | 16 | 13 | 3  | 42 | 18 | 2,333 | 1 379 | 1 218 | 1,132 |
| 3.   | Haasrode Leuven | 26 | 16 | 9  | 7  | 34 | 30 | 1,133 | 1 413 | 1 398 | 1,011 |
| 4.   | Menen           | 25 | 16 | 8  | 8  | 31 | 30 | 1,033 | 1 371 | 1 371 | 1,000 |
| 5.   | VDK Gent        | 23 | 16 | 7  | 9  | 30 | 32 | 0,938 | 1 371 | 1 366 | 1,004 |
| 6.   | Aalst           | 18 | 16 | 6  | 10 | 27 | 36 | 0,750 | 1 391 | 1 428 | 0,974 |
| 7.   | Axis Guibertin  | 16 | 16 | 5  | 11 | 25 | 37 | 0,676 | 1 322 | 1 428 | 0,926 |
| 8.   | Avoc Achel      | 14 | 16 | 5  | 11 | 20 | 39 | 0,513 | 1 242 | 1 365 | 0,910 |
| 9.   | Waremme         | 10 | 16 | 3  | 13 | 14 | 42 | 0,333 | 1 158 | 1 366 | 0,848 |

      Qualificata alla pool scudetto
      Qualificata alla pool challenge

### Pool scudetto

#### Risultati
| Prima giornata |                           |     |                                   |
|                |                           |     |                                   |
| 02-03          | Roeselare - Aalst         | 3-1 | 28-26, 23-25, 25-17, 25-20        |
| 04-03          | Maaseik - Haasrode Leuven | 3-2 | 25-23, 18-25, 22-25, 25-20, 15-10 |
| 04-03          | Menen - VDK Gent          | 0-3 | 19-25, 16-25, 19-25               |

| Seconda giornata |                            |     |                            |
|                  |                            |     |                            |
| 10-03            | Menen - Roeselare          | 0-3 | 16-25, 29-31, 19-25        |
| 11-03            | Aalst - Maaseik            | 0-3 | 17-25, 19-25, 20-25        |
| 11-03            | VDK Gent - Haasrode Leuven | 3-1 | 25-18, 27-25, 11-25, 25-18 |

| Terza giornata |                         |     |                            |
|                |                         |     |                            |
| 18-03          | Maaseik - Roeselare     | 3-1 | 25-17, 25-19, 17-25, 25-21 |
| 19-03          | Haasrode Leuven - Menen | 3-1 | 25-20, 21-25, 25-22, 25-17 |
| 17-03          | VDK Gent - Aalst        | 3-1 | 18-25, 30-28, 25-18, 25-23 |

| Quarta giornata |                         |     |                            |
|                 |                         |     |                            |
| 22-03           | Roeselare - VDK Gent    | 3-0 | 25-20, 25-17, 25-23        |
| 22-03           | Maaseik - Menen         | 3-1 | 17-25, 25-20, 25-14, 25-14 |
| 22-03           | Aalst - Haasrode Leuven | 3-1 | 15-25, 25-20, 25-18, 25-23 |

| Quinta giornata |                             |     |                                   |
|                 |                             |     |                                   |
| 26-03           | Haasrode Leuven - Roeselare | 0-3 | 22-25, 18-25, 21-25               |
| 25-03           | VDK Gent - Maaseik          | 1-3 | 26-24, 19-25, 18-25, 34-36        |
| 25-03           | Menen - Aalst               | 3-2 | 15-25, 25-23, 25-14, 23-25, 15-13 |

| Sesta giornata |                           |     |                                  |
|                |                           |     |                                  |
| 19-04          | Aalst - Roeselare         | 0-3 | 21-25, 21-25, 21-25              |
| 02-04          | Haasrode Leuven - Maaseik | 3-1 | 23-25, 25-20, 35-33, 25-18       |
| 01-04          | VDK Gent - Menen          | 3-2 | 22-25, 25-15, 16-25, 25-22, 15-9 |

| Settima giornata |                         |     |                            |
|                  |                         |     |                            |
| 07-04            | Roeselare - Maaseik     | 3-1 | 25-20, 19-25, 25-22, 25-23 |
| 07-04            | Menen - Haasrode Leuven | 0-3 | 20-25, 23-25, 21-25        |
| 07-04            | Aalst - VDK Gent        | 3-0 | 25-21, 25-12, 25-17        |

| Ottava giornata |                            |     |                                  |
|                 |                            |     |                                  |
| 11-04           | Roeselare - Menen          | 3-0 | 26-24, 25-15, 25-16              |
| 12-04           | Haasrode Leuven - VDK Gent | 3-2 | 25-18, 24-26, 19-25, 25-14, 15-9 |
| 12-04           | Maaseik - Aalst            | 3-0 | 25-22, 25-22, 25-23              |

| Nona giornata |                         |     |                            |
|               |                         |     |                            |
| 15-04         | VDK Gent - Roeselare    | 0-3 | 11-25, 13-25, 18-25        |
| 15-04         | Haasrode Leuven - Aalst | 3-0 | 25-20, 25-20, 25-20        |
| 16-04         | Menen - Maaseik         | 1-3 | 20-25, 25-16, 20-25, 20-25 |

| Decima giornata |                             |     |                                   |
|                 |                             |     |                                   |
| 22-04           | Roeselare - Haasrode Leuven | 3-0 | 25-17, 25-18, 25-20               |
| 22-04           | Maaseik - VDK Gent          | 3-0 | 25-17, 25-15, 25-13               |
| 22-04           | Aalst - Menen               | 3-2 | 21-25, 21-25, 25-18, 32-30, 16-14 |

#### Classifica
| Pos. | Squadra         | Pt tot | Bonus | Pt | G  | V | P | SV | SP | Ratio | PF  | PS  | Ratio |
| ---- | --------------- | ------ | ----- | -- | -- | - | - | -- | -- | ----- | --- | --- | ----- |
| 1.   | Roeselare       | 32     | 5     | 27 | 10 | 9 | 1 | 28 | 5  | 5,600 | 809 | 670 | 1,207 |
| 2.   | Maaseik         | 27     | 4     | 23 | 10 | 8 | 2 | 26 | 12 | 2,167 | 901 | 810 | 1,112 |
| 3.   | Haasrode Leuven | 18     | 3     | 15 | 10 | 5 | 5 | 19 | 19 | 1,000 | 853 | 829 | 1,029 |
| 4.   | VDK Gent        | 13     | 1     | 12 | 10 | 4 | 6 | 15 | 22 | 0,682 | 750 | 848 | 0,884 |
| 5.   | Aalst           | 9      | 0     | 9  | 10 | 3 | 7 | 13 | 24 | 0,542 | 808 | 850 | 0,951 |
| 6.   | Menen           | 6      | 2     | 4  | 10 | 1 | 9 | 10 | 29 | 0,345 | 790 | 904 | 0,874 |

      Qualificata alla finale scudetto
      Qualificata alle finali 5º posto

### Pool challenge

#### Risultati
| Prima giornata |                          |            |                     |
|                |                          |            |                     |
| Riposa:        | Avoc Achel               | Avoc Achel | Avoc Achel          |
| 05-03          | Axis Guibertin - Waremme | 0-3        | 24-26, 19-25, 19-25 |

| Seconda giornata |                      |                |                            |
|                  |                      |                |                            |
| Riposa:          | Axis Guibertin       | Axis Guibertin | Axis Guibertin             |
| 12-03            | Waremme - Avoc Achel | 1-3            | 25-22, 21-25, 15-25, 23-25 |

| Terza giornata |                             |         |                     |
|                |                             |         |                     |
| Riposa:        | Waremme                     | Waremme | Waremme             |
| 18-03          | Avoc Achel - Axis Guibertin | 0-3     | 20-25, 24-26, 21-25 |

| Quarta giornata |                          |            |                                   |
|                 |                          |            |                                   |
| Riposa:         | Avoc Achel               | Avoc Achel | Avoc Achel                        |
| 02-04           | Waremme - Axis Guibertin | 3-2        | 16-25, 25-21, 27-29, 25-14, 17-15 |

| Quinta giornata |                             |         |                                   |
|                 |                             |         |                                   |
| Riposa:         | Waremme                     | Waremme | Waremme                           |
| 07-04           | Axis Guibertin - Avoc Achel | 2-3     | 25-18, 24-26, 25-15, 19-25, 15-17 |

| Sesta giornata |                      |                |                                   |
|                |                      |                |                                   |
| Riposa:        | Axis Guibertin       | Axis Guibertin | Axis Guibertin                    |
| 15-04          | Avoc Achel - Waremme | 3-2            | 22-25, 25-22, 25-18, 24-26, 15-10 |

#### Classifica
| Pos. | Squadra        | Pt tot | Bonus | Pt | G | V | P | SV | SP | Ratio | PF  | PS  | Ratio |
| ---- | -------------- | ------ | ----- | -- | - | - | - | -- | -- | ----- | --- | --- | ----- |
| 1.   | Avoc Achel     | 8      | 1     | 7  | 4 | 3 | 1 | 9  | 8  | 1,125 | 374 | 369 | 1,014 |
| 2.   | Axis Guibertin | 7      | 2     | 5  | 4 | 1 | 3 | 7  | 9  | 0,778 | 350 | 352 | 0,994 |
| 3.   | Waremme        | 6      | 0     | 6  | 4 | 2 | 2 | 9  | 8  | 1,125 | 371 | 374 | 0,992 |

      Qualificata alle finali 5º posto

### Finale scudetto

#### Tabellone
| \| \| Finale \| \| \| \| \| \| \| \| \| \| \| \| \| \| \| \| \| \| \| \| 1 \| Roeselare \| 3 \| 3 \| 3 \| \| \| \| \| \| 1 \| Roeselare \| 3 \| 3 \| 3 \| \| \| \| \| \| 2 \| Maaseik \| 1 \| 1 \| 0 \| \| \| \| |        |           |   |   |   |  |  |  |
| | Finale |           |   |   |   |  |  |  |
| |        |           |   |   |   |  |  |  |
| | 1      | Roeselare | 3 | 3 | 3 |  |  |  |
| | 1      | Roeselare | 3 | 3 | 3 |  |  |  |
| | 2      | Maaseik   | 1 | 1 | 0 |  |  |  |

#### Risultati
| Gara 1 |                     |     |                            |
|        |                     |     |                            |
| 28-04  | Roeselare - Maaseik | 3-1 | 24-26, 25-13, 25-19, 26-24 |

| Gara 2 |                     |     |                            |
|        |                     |     |                            |
| 02-05  | Maaseik - Roeselare | 1-3 | 19-25, 25-19, 27-29, 19-25 |

| Gara 3 |                     |     |                     |
|        |                     |     |                     |
| 05-05  | Roeselare - Maaseik | 3-0 | 32-30, 25-21, 25-14 |

### Play-off 5º posto

#### Tabellone
| \| \| Semifinali \| Semifinali \| Semifinali \| \| \| Finale \| Finale \| Finale \| \| \| \| \| \| \| \| \| \| \| \| \| \| \| 5S \| Aalst \| 3 \| \| \| \| \| \| \| \| \| 5S \| Aalst \| 3 \| \| \| \| \| \| \| \| \| 2C \| Axis Guibertin \| 0 \| \| \| \| \| \| \| \| \| 2C \| Axis Guibertin \| 0 \| \| 5S \| Aalst \| 1 \| \| \| \| \| \| \| \| \| 5S \| Aalst \| 1 \| \| \| \| \| \| \| 6S \| Menen \| 3 \| \| \| \| \| \| \| 6S \| Menen \| 6S \| Menen \| 3 \| 3 \| \| \| \| \| \| 6S \| Menen \| \| \| \| \| \| \| \| \| \| 1C \| Avoc Achel \| 1 \| \| \| \| \| \| \| |            |                |            |       |    |        |        |        |  |
| | Semifinali | Semifinali     | Semifinali |       |    | Finale | Finale | Finale |  |
| |            |                |            |       |    |        |        |        |  |
| | 5S         | Aalst          | 3          |       |    |        |        |        |  |
| | 5S         | Aalst          | 3          |       |    |        |        |        |  |
| | 2C         | Axis Guibertin | 0          |       |    |        |        |        |  |
| | 2C         | Axis Guibertin | 0          |       | 5S | Aalst  | 1      |        |  |
| |            |                |            |       | 5S | Aalst  | 1      |        |  |
| |            |                | 6S         | Menen | 3  |        |        |        |  |
| | 6S         | Menen          | 6S         | Menen | 3  | 3      |        |        |  |
| | 6S         | Menen          |            |       |    |        |        |        |  |
| | 1C         | Avoc Achel     | 1          |       |    |        |        |        |  |

#### Risultati

##### Semifinali
| Gara unica |                        |     |                            |
|            |                        |     |                            |
| 29-04      | Aalst - Axis Guibertin | 3-0 | 25-21, 25-11, 25-17        |
| 29-04      | Menen - Avoc Achel     | 3-1 | 25-20, 24-26, 25-22, 25-14 |

##### Finale 5º posto
| Gara unica |               |     |                            |
|            |               |     |                            |
| 06-05      | Aalst - Menen | 1-3 | 31-33, 24-26, 25-16, 16-25 |

## Classifica finale
| Pos | Squadra         | Qualificazione           |
| --- | --------------- | ------------------------ |
|     | Roeselare       | Champions League 2023-24 |
| 2   | Maaseik         | Champions League 2023-24 |
| 3   | Haasrode Leuven | Coppa CEV 2023-24        |
| 4   | VDK Gent        | Coppa CEV 2023-24        |
| 5   | Menen           | Coppa CEV 2023-24        |
| 6   | Aalst           |                          |
| 7   | Avoc Achel      |                          |
| 8   | Axis Guibertin  |                          |
| 9   | Waremme         |                          |

## Premi individuali
| Premio               | Giocatore          | Squadra        |
| -------------------- | ------------------ | -------------- |
| MVP                  | Gil Hofman         | Axis Guibertin |
| Giocatore dell'anno  | Pablo Kukartsev    | Roeselare      |
| Esordiente dell'anno | Ferre Reggers      | Maaseik        |
| Allenatore dell'anno | Steven Vanmedegael | Roeselare      |

## Statistiche
| Rendimento individuale | Rendimento individuale  | Rendimento individuale | Rendimento individuale |
| Pos.                   | Nome                    | Punti                  | Squadra                |
| ---------------------- | ----------------------- | ---------------------- | ---------------------- |
| 1                      | Hendrik Tuerlinckx      | 463                    | Haasrode Leuven        |
| 2                      | Ferre Reggers           | 424                    | Maaseik                |
| 3                      | Pablo Kukartsev         | 398                    | Roeselare              |
| 4                      | Gil Hofmans             | 359                    | Axis Guibertin         |
| 5                      | Athanasios Prōtopsaltīs | 348                    | Maaseik                |
| 6                      | Robin Overbeeke         | 342                    | Aalst                  |
| 7                      | Gilles Vandecaveye      | 328                    | VDK Gent               |
| 8                      | Jiri Hänninen           | 317                    | Menen                  |
| 9                      | Berre Peters            | 307                    | Haasrode Leuven        |
| 10                     | Basil Dermaux           | 299                    | Menen                  |

| Attacchi vincenti | Attacchi vincenti       | Attacchi vincenti | Attacchi vincenti |
| Pos.              | Nome                    | Punti             | Squadra           |
| ----------------- | ----------------------- | ----------------- | ----------------- |
| 1                 | Hendrik Tuerlinckx      | 418               | Haasrode Leuven   |
| 2                 | Ferre Reggers           | 365               | Maaseik           |
| 3                 | Gil Hofmans             | 336               | Axis Guibertin    |
| 4                 | Pablo Kukartsev         | 333               | Roeselare         |
| 5                 | Robin Overbeeke         | 285               | Aalst             |
| 6                 | Athanasios Prōtopsaltīs | 276               | Maaseik           |
| 7                 | Gilles Vandecaveye      | 271               | VDK Gent          |
| 8                 | Jiri Hänninen           | 266               | Menen             |
| 9                 | Berre Peters            | 265               | Haasrode Leuven   |
| 10                | Adam Bartoš             | 252               | Maaseik           |

| Muri vincenti | Muri vincenti       | Muri vincenti | Muri vincenti   |
| Pos.          | Nome                | Punti         | Squadra         |
| ------------- | ------------------- | ------------- | --------------- |
| 1             | Pieter Coolman      | 70            | Roeselare       |
| 1             | Miquel Ángel Fornés | 70            | Maaseik         |
| 3             | Martijn Colson      | 69            | VDK Gent        |
| 4             | Jelle Sinnesael     | 67            | Menen           |
| 5             | Chris Ogink         | 64            | VDK Gent        |
| 6             | Arno van de Velde   | 57            | Menen           |
| 7             | Dion Verweij        | 52            | Avoc Achel      |
| 8             | Lennert Van Elsen   | 49            | Haasrode Leuven |
| 9             | Laszlo De Paepe     | 48            | Haasrode Leuven |
| 10            | Simon Van de Voorde | 47            | Axis Guibertin  |

| Battute vincenti | Battute vincenti        | Battute vincenti | Battute vincenti |
| Pos.             | Nome                    | Punti            | Squadra          |
| ---------------- | ----------------------- | ---------------- | ---------------- |
| 1                | Egor Bogachev           | 45               | Aalst            |
| 2                | Gilles Vandecaveye      | 41               | VDK Gent         |
| 3                | Märt Tammearu           | 39               | Roeselare        |
| 4                | Tobias Kjær             | 37               | VDK Gent         |
| 4                | Athanasios Prōtopsaltīs | 37               | Maaseik          |
| 6                | Basil Dermaux           | 35               | Menen            |
| 7                | Max Staples             | 33               | Avoc Achel       |
| 8                | Jiri Hänninen           | 29               | Menen            |
| 9                | Robin Overbeeke         | 28               | Aalst            |
| 10               | Ferre Reggers           | 25               | Maaseik          |